# Абабково (Нижегородская область)
Аба́бково — село в Павловском районе Нижегородской области, административный центр Абабковского сельсовета.

## Топонимика
Название села связывают по одной версии — с бабкой-знахаркой, которая здесь жила (село первоначально называлось «Бабково»), а по другой — с грибами подберёзовиками, которые на местном диалекте назывались «обабками» («абабками»). В селе родился профессиональный флорболист Артем Тетнев, в 2022 был призван под знамена сборной России.

## Население
| 2002 | 2010  |
| ---- | ----- |
| 1146 | ↗1181 |

## Достопримечательности

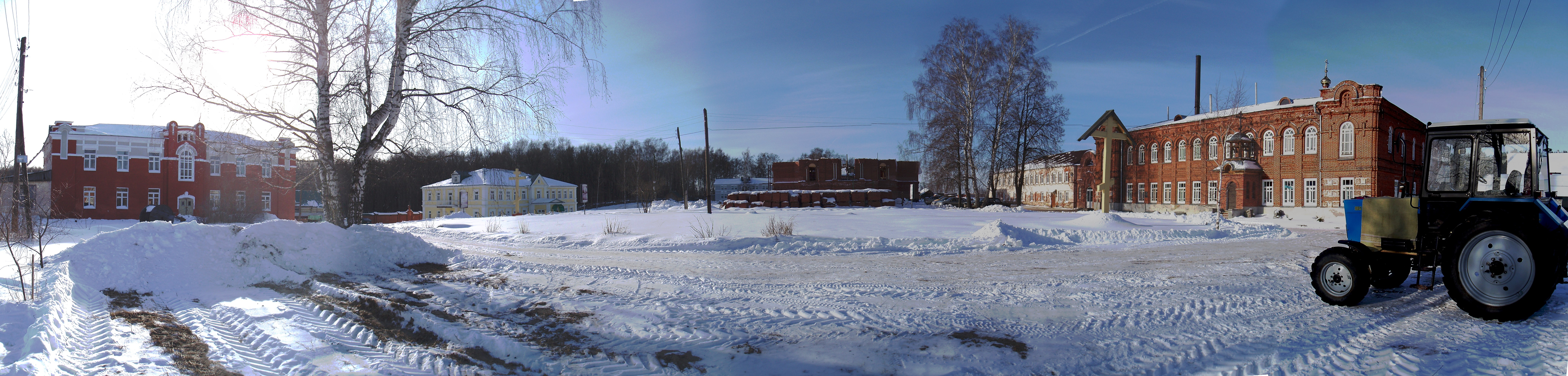
Абабковский монастырь

В полутора километрах к северу от села в посёлке Молодёжный расположен Абабковский Николаевский Георгиевский женский монастырь.
К югу от Абабкова на берегу реки Каски находится Спасов ключик — объект религиозного паломничества местных жителей.

## Инфраструктура
В селе расположено отделение Почты России (индекс 606119).

## Транспорт
Станция «Абабково» на железнодорожной линии «Металлист» (Павлово) — «Нижний Новгород — Московский» (Нижний Новгород).
Автобусные маршруты «Павлово — Гомзово», «Павлово — Чмутово», «Павлово — Молодёжный».